# 3e bataillon d'artillerie à pied
Pour les articles homonymes, voir 3e bataillon.
Le 3e bataillon d'artillerie à pied (3e BAP) est un ancien bataillon de l'armée française, créé en 1893 à partir du 3e bataillon d'artillerie de forteresse créé en 1883. Cette unité destinée à la défense des places fortifiées est dissoute en 1910 et devient le 7e groupe d'artillerie à pied d'Afrique.

## Création et différentes dénominations
- 24 juillet 1883 : création du 3e bataillon d'artillerie de forteresse et formation le 1er septembre 1883[1].
- 25 juillet 1893 : dénommé 3e bataillon d'artillerie à pied[1].
- 1er mars 1910 : devient 7e groupe d'artillerie à pied d'Afrique[1],[2]

## Chefs de corps
- 1883 : chef d'escadron Kornprobst
- 1886 : chef d'escadron Leclère
- 1890 : chef d'escadron de Saint-Laurent
- 1896 : chef d'escadron Janvier

## Historique des garnisons, combats et bataille
Après la guerre de 1870, le nouveau système fortifié du colonel Séré de Rivières consiste en un rideau défensif de places fortes proches des frontières. 
Une loi du 24 juillet 1883 décide la création de 16 bataillons d'artillerie de forteresse (BAF), à six batteries, pour le 1er septembre suivant. Ces bataillons, formés avec toutes les batteries à pied des régiments d'artillerie existant, seront stationnés dans les places frontières et les ports.

### 3ebataillon d'artillerie de forteresse
Le 3e bataillon d'artillerie de forteresse est créé par la loi du 24 juillet 1883 et formé le 1er septembre 1883 avec des batteries fournies par les :
- 17e régiment d'artillerie
- 29e régiment d'artillerie
- 34e régiment d'artillerie

Le 3e bataillon d'artillerie de forteresse occupe les garnisons de Reims, Givet et Manonviller en 1883

### 3ebataillon d'artillerie à pied
Par décret du 25 juillet 1893, le 3e bataillon d'artillerie de forteresse devient 3e bataillon d'artillerie à pied le 1er janvier 1894. Le 1er juillet 1899, ses batteries sont cédées à d'autres bataillons d'artillerie. Il est reconstitué en Tunisie avec des batteries du 13e régiment d'artillerie de campagne. Il cantonne à Bizerte et Tunis vers 1899.

## Sources et bibliographie
- Henri Kauffer et Georges Van Den Bogaert, « 3e bataillon) 3e régiment) d'artillerie à pied », dans Historiques de l'Artillerie Française, vol. 2 : Deuxième partie - Monographies, Draguignan, École d'application de l'artillerie, 1989, 1104 p., Filiation 3e bataillon d'artillerie de Forteresse, 3e bataillon d'artillerie à pied
- Historiques des corps de troupe de l'armée française (1569-1900)
- Capitaine d'artillerie Leroy : Historique et organisation de l'artillerie : l'artillerie française depuis le 2 août 1914
- Loi du 24 juillet 1909, modifiée par la loi du 15 avril 1914, relative à la constitution des cadres et des effectifs de l'armée active et de l'armée territoriale en ce qui concerne l'artillerie, suivie des instructions du 16 avril et du 8 juin 1914 pour son application
- Historique du 3e RAP durant la guerre 1914-1918